# Deon Lendore
Deon Kristofer Lendore (Mount Hope, 28 de octubre de 1992-Cameron, Estados Unidos, 10 de enero de 2022) fue un deportista trinitense que compitió en atletismo, especialista en las carreras de velocidad y relevos.
Participó en tres Juegos Olímpicos de Verano, entre los años 2012 y 2020, obteniendo una medalla de bronce en Londres 2012, en la prueba de 4 × 400 m, y el octavo lugar en Tokio 2020, en la misma prueba.
Ganó una medalla de plata en el Campeonato Mundial de Atletismo de 2015 y tres medallas de bronce en el Campeonato Mundial de Atletismo en Pista Cubierta, en los años 2016 y 2018.
Residía en Estados Unidos, donde estudió en la Universidad de Texas A&M. Falleció a los 29 años en un accidente automovilístico en Texas.

## Palmarés internacional
| Juegos Olímpicos                     | Juegos Olímpicos          | Juegos Olímpicos  | Juegos Olímpicos |
| Año                                  | Lugar                     | Medalla           | Prueba           |
| ------------------------------------ | ------------------------- | ----------------- | ---------------- |
| 2012                                 | Londres (Reino Unido)     | Medalla de bronce | 4 × 400 m        |
| Campeonato Mundial                   |                           |                   |                  |
| Año                                  | Lugar                     | Medalla           | Prueba           |
| 2015                                 | Pekín (China)             | Medalla de plata  | 4 × 400 m        |
| Campeonato Mundial en Pista Cubierta |                           |                   |                  |
| Año                                  | Lugar                     | Medalla           | Prueba           |
| 2016                                 | Portland (Estados Unidos) | Medalla de bronce | 400 m            |
| 2016                                 | Portland (Estados Unidos) | Medalla de bronce | 4 × 400 m        |
| 2018                                 | Birmingham (Reino Unido)  | Medalla de bronce | 400 m            |